# Olympische Sommerspiele 1956/Teilnehmer (Brasilien)
| Gelbes Symbol für Goldmedaillen mit stilisierten Olympischen Ringen | Graues Symbol für Silbermedaillen mit stilisierten Olympischen Ringen | Braundes Symbol für Bronzemedaillen mit stilisierten Olympischen Ringen |
| ------------------------------------------------------------------- | --------------------------------------------------------------------- | ----------------------------------------------------------------------- |
| 1                                                                   | —                                                                     | —                                                                       |

Brasilien nahm an den Olympischen Sommerspielen 1956 im australischen Melbourne sowie den Reitspielen im schwedischen Stockholm mit einer Delegation von 47 Sportlern, 46 Männer und eine Frau, an 30 Wettkämpfen in zwölf Sportarten teil.
Seit 1920 war es die siebte Teilnahme Brasiliens an Olympischen Sommerspielen.
Jüngster Athlet war mit 18 Jahren und 233 Tagen der Wasserspringer Fernando Ribeiro, ältester Athlet der Reiter Eloy de Menezes (45 Jahre und 206 Tage).

## Flaggenträger
Der Dreispringer Adhemar da Silva trug die Flagge Brasiliens während der Eröffnungsfeier im Melbourner Olympiastadion.

## Medaillen
Mit einer gewonnenen Goldmedaille belegte das brasilianische Team Platz 24 im Medaillenspiegel.

### Gold
| Name             | Sportart       | Wettbewerb |
| ---------------- | -------------- | ---------- |
| Adhemar da Silva | Leichtathletik | Dreisprung |

## Teilnehmer nach Sportarten

### Basketball
Herren
- Ergebnisse
Hauptrunde: Gruppe D, vier Punkte, 167:125 Punkte, Rang eins, für das Viertelfinale qualifiziert
78:59-Sieg gegen Chile
89:66-Sieg gegen Australien
Viertelfinale: Gruppe B, drei Punkte, 192:282 Punkte, Rang vier, nicht für das Finale qualifiziert
68:87-Niederlage gegen die Sowjetunion
51:113-Niederlage gegen die Vereinigten Staaten von Amerika
73:82-Niederlage gegen Bulgarien
Spiele um die Plätze fünf bis acht
89:64-Sieg gegen Chile
52:64-Niederlage gegen Bulgarien
Rang sechs
- Kader
Algodão
Amaury
Angelim
Edson Bispo dos Santos
Wilson Bombarda
Mayr Facci
Fausto
Jamil Gedeão
Nelson Lisboa
Zé Luiz
Wlamir Marques
Jorge Olivieri

### Boxen
Herren
- Éder Jofre
  - Bantamgewicht

Rang fünf
Runde eins: Freilos
Runde zwei: Punktsieg gegen Thein Myint aus Burma
Viertelfinale: Punktniederlage gegen Claudio Barrientos aus Chile

- Celestino Pinto
  - Halbweltergewicht

Rang 17
Runde eins: Punktniederlage gegen Leopold Potesil aus Österreich

### Gewichtheben
Herren
- Bruno Barabani
  - Mittelschwergewicht

Finale: 367,5 kg, Rang zwölf
Militärpresse: 110,0 kg, Rang 15
Reißen: 112,5 kg, Rang zehn
Stoßen: 145,0 kg, Rang elf

- Américo Ferreira
  - Leichtgewicht

Finale: 335,0 kg, Rang 14
Militärpresse: 102,5 kg, Rang 15
Reißen: 97,5 kg, Rang 17
Stoßen: 135,0 kg, Rang zehn

### Leichtathletik
Herren

4 × 100 Meter Staffel
- Ergebnisse
Runde eins: in Lauf drei (Rang drei) für das Halbfinale qualifiziert, 41,6 Sekunden (handgestoppt), 41,70 Sekunden (automatisch gestoppt)
Halbfinale: ausgeschieden in Lauf eins (Rang sechs), 43,8 Sekunden (handgestoppt), 43,87 Sekunden (automatisch gestoppt)
- Staffel
José Telles da Conceição
Jorge de Barros
Ary de Sá
João Pires Sobrinho

Einzel
- José Telles da Conceição
  - 200 Meter Lauf

Runde eins: in Lauf eins (Rang eins) für das Viertelfinale qualifiziert, 21,5 Sekunden (handgestoppt), 21,61 Sekunden (automatisch gestoppt)
Viertelfinale: in Lauf zwei (Rang drei) für das Halbfinale qualifiziert, 21,3 Sekunden (handgestoppt), 21,46 Sekunden (automatisch gestoppt)
Halbfinale: in Lauf eins (Rang drei) für das Viertelfinale qualifiziert, 21,4 Sekunden (handgestoppt), 21,53 Sekunden (automatisch gestoppt)
Finale: 21,3 Sekunden (handgestoppt), 21,56 Sekunden (automatisch gestoppt), Rang sechs

- - Hochsprung

Qualifikationsrunde: 1,92 Meter, Rang 18, für das Finale qualifiziert
1,70 Meter: gültig, ohne Fehlversuch
1,78 Meter: gültig, ein Fehlversuch
1,82 Meter: gültig, ohne Fehlversuch
1,88 Meter: gültig, ohne Fehlversuch
1,92 Meter: gültig, ohne Fehlversuch
Finale: 1,86 Meter, Rang 21
1,80 Meter: gültig, ohne Fehlversuch
1,86 Meter: gültig, ohne Fehlversuch
1,92 Meter: ungültig, drei Fehlversuche

- Adhemar da Silva
  - Dreisprung

Qualifikationsrunde: 15,15 Meter, Rang elf, für das Finale qualifiziert
Versuch eins: 15,15 Meter
Versuch zwei: ausgelassen
Versuch drei: ausgelassen
Finale: 16,35 Meter, olympischer Rekord, Rang eins
Versuch eins: 15,69 Meter
Versuch zwei: 16,04 Meter
Versuch drei: 15,90 Meter
Versuch vier: 16,35 Meter
Versuch fünf: 16,26 Meter
Versuch sechs: 16,21 Meter

- Jorge de Barros
  - 100 Meter Lauf

Runde eins: ausgeschieden in Lauf zwei (Rang vier), 10,9 Sekunden (handgestoppt), 11,15 Sekunden (automatisch gestoppt)
  - 200 Meter Lauf

Runde eins: in Lauf sechs (Rang zwei) für das Viertelfinale qualifiziert, 22,2 Sekunden (handgestoppt), 22,30 Sekunden (automatisch gestoppt)
Viertelfinale: ausgeschieden in Lauf vier (Rang fünf), 23,7 Sekunden (handgestoppt), 23,88 Sekunden (automatisch gestoppt)

- Ary de Sá
  - Weitsprung

Qualifikationsrunde: 7,00 Meter, Rang 20, nicht für das Finale qualifiziert
Versuch eins: 6,86 Meter
Versuch zwei: 7,00 Meter
Versuch drei: 6,97 Meter

- Ulisses dos Santos
  - 400 Meter Hürden

Runde eins: ausgeschieden in Lauf sechs (Rang vier), 53,8 Sekunden (handgestoppt), 53,99 Sekunden (automatisch gestoppt)

- João Pires Sobrinho
  - 100 Meter Lauf

Runde eins: ausgeschieden in Lauf zehn (Rang drei), 11,0 Sekunden (handgestoppt), 11,14 Sekunden (automatisch gestoppt)
  - 200 Meter Lauf

Runde eins: ausgeschieden in Lauf fünf (Rang drei), 21,6 Sekunden (handgestoppt), 21,67 Sekunden (automatisch gestoppt)

### Moderner Fünfkampf
Herren

Mannschaft
- Ergebnisse
Finale: Wettkampf nicht beendet (DNF)
Crosslauf: Wettkampf nicht angetreten
Degenfechten: Wettkampf nicht angetreten
Pistolenschießen: Wettkampf nicht angetreten
Schwimmen: Wettkampf nicht angetreten
Springreiten: 472,5 Punkte, Rang zehn
- Mannschaft
Nilo da Silva
Salvio Lemos
Wenceslau Malta

Einzel
- Nilo da Silva
Finale: Wettkampf nicht beendet (DNF)
Crosslauf: Wettkampf nicht angetreten
Degenfechten: Wettkampf nicht angetreten
Pistolenschießen: Wettkampf nicht angetreten
Schwimmen: Wettkampf nicht angetreten
Springreiten: 17,5 Punkte (277,5 Punkte – 260,0 Strafpunkte), 14:49 Minuten, Rang 32

- Salvio Lemos
Finale: 3.286,0 Punkte, Rang 27
Crosslauf: 730,0 Punkte, 16:30,4 Minuten, Rang 30
Degenfechten: 556,0 Punkte, 14 Duelle gewonnen, Rang 26
Pistolenschießen: 760,0 Punkte, Rang 19
Schwimmen: 785,0 Punkte, 4:43,1 Minuten, Rang 25
Springreiten: 455,0 Punkte, 13:38 Minuten, Rang 21

- Wenceslau Malta
Finale: 3.133,0 Punkte, Rang 31
Crosslauf: 877,0 Punkte, 15:41,8 Minuten, Rang 26
Degenfechten: 741,0 Punkte, 19 Duelle gewonnen, Rang elf
Pistolenschießen: 760,0 Punkte, Rang 19
Schwimmen: 755,0 Punkte, 4:49,8 Minuten, Rang 29
Springreiten: null Punkte (322,5 Punkte – 860,0 Strafpunkte), 14:31 Minuten, Rang 38

### Radsport
Herren

Bahn
- Anésio Argenton
  - 1000 Meter Zeitfahren

Finale: 1:12,7 Minuten, Rang neun
  - Sprint

Runde eins: in Lauf sechs (Rang drei) gescheitert
Runde eins Hoffnungslauf: ausgeschieden in Lauf zwei (Rang zwei)

### Reiten
Herren

Springreiten Mannschaft
- Ergebnisse
Finale: 228,50 Fehlerpunkte, Rang zehn
Runde eins: 117,50 Fehlerpunkte, Rang elf
Runde zwei: 111,00 Fehlerpunkte, Rang zehn
- Mannschaft
Eloy de Menezes
Renyldo Ferreira
Nelson Pessoa

Einzel
- Eloy de Menezes
  - Springreiten

Finale: 85,00 Fehlerpunkte, Rang 41
Runde eins: 56,25 Fehlerpunkte, Rang 47
Runde eins: 28,75 Fehlerpunkte, Rang 31

- Nelson Pessoa
  - Springreiten

Finale: 58,00 Fehlerpunkte, Rang 33
Runde eins: 32,00 Fehlerpunkte, Rang 35
Runde eins: 26,00 Fehlerpunkte, Rang 28

- Renyldo Ferreira
  - Springreiten

Finale: 85,50 Fehlerpunkte, Rang 42
Runde eins: 29,25 Fehlerpunkte, Rang 34
Runde eins: 56,25 Fehlerpunkte, Rang 44

### Rudern
Herren

Vierer mit Steuermann
- Ergebnisse
Runde eins: in Lauf drei (Rang drei) gescheitert, 7:13,9 Minuten
Runde eins Hoffnungslauf: ausgeschieden in Lauf zwei (Rang zwei), 7:25,7 Minuten
- Mannschaft
José de Carvalho Filho
Sylvio de Souza
Nelson Guarda
Ruy Kopper
André Richer

### Schießen
Herren
- Severino Moreira
  - Kleinkaliber Dreistellungskampf

Finale: 1102 Punkte, Rang 37
Kniend: 372 Punkte, Rang 33
Runde eins: 93 Punkte
Runde zwei: 93 Punkte
Runde drei: 96 Punkte
Runde vier: 90 Punkte
Liegend: 395 Punkte, Rang 15
Runde eins: 99 Punkte
Runde zwei: 98 Punkte
Runde drei: 99 Punkte
Runde vier: 99 Punkte
Stehend: 335 Punkte, Rang 39
Runde eins: 81 Punkte
Runde zwei: 79 Punkte
Runde drei: 88 Punkte
Runde vier: 87 Punkte

- - Kleinkaliber liegend

Finale: 597 Punkte, Rang acht
Runde eins: 99 Punkte, Rang 15
Runde zwei: 99 Punkte, Rang 21
Runde drei: 100 Punkte, Rang 14
Runde vier: 100 Punkte, Rang fünf
Runde fünf: 100 Punkte, Rang vier
Runde sechs: 99 Punkte, Rang 24

- Adhaury Rocha
  - Schnellfeuerpistole

Finale: 556 Punkte, 60 Treffer, Rang 18
Runde eins: 283 Punkte, 30 Treffer, Rang 13
Runde zwei: 273 Punkte, 30 Treffer, Rang 26

- Pedro Simão
  - Schnellfeuerpistole

Finale: 561 Punkte, 60 Treffer, Rang 16
Runde eins: 280 Punkte, 30 Treffer, Rang 17
Runde zwei: 281 Punkte, 30 Treffer, Rang 20

- Milton Sobocinski
  - Kleinkaliber Dreistellungskampf

Finale: 1115 Punkte, Rang 33
Kniend: 374 Punkte, Rang 32
Runde eins: 94 Punkte
Runde zwei: 94 Punkte
Runde drei: 94 Punkte
Runde vier: 92 Punkte
Liegend: 394 Punkte, Rang 23
Runde eins: 98 Punkte
Runde zwei: 98 Punkte
Runde drei: 99 Punkte
Runde vier: 99 Punkte
Stehend: 347 Punkte, Rang 34
Runde eins: 83 Punkte
Runde zwei: 88 Punkte
Runde drei: 82 Punkte
Runde vier: 94 Punkte

- - Kleinkaliber liegend

Finale: 594 Punkte, Rang 20
Runde eins: 98 Punkte, Rang 28
Runde zwei: 99 Punkte, Rang 25
Runde drei: 99 Punkte, Rang 21
Runde vier: 100 Punkte, Rang sieben
Runde fünf: 99 Punkte, Rang 21
Runde sechs: 99 Punkte, Rang 28

### Schwimmen
Herren
- Sylvio dos Santos
  - 400 Meter Freistil

Runde eins: ausgeschieden in Lauf eins (Rang fünf), 4:48,8 Minuten

- João Gonçalves Filho
  - 100 Meter Rücken

Runde eins: ausgeschieden in Lauf drei (Rang fünf), 1:07,9 Minuten

- Haroldo Lara
  - 100 Meter Freistil

Runde eins: ausgeschieden in Lauf vier (Rang vier), 59,9 Sekunden

- Octavio Mobiglia
  - 200 Meter Brust

Runde eins: ausgeschieden in Lauf eins, disqualifiziert

### Segeln
Herren

Sharpie
- Ergebnisse
Finale: 1349 Punkte, Rang zehn
Rennen eins: Rennen nicht beendet (DNF)
Rennen zwei: 174 Punkte, 3:52:31 Stunden, Rang elf
Rennen drei: 370 Punkte, 4:02:17 Stunden, Rang sieben
Rennen vier: Rennen nicht beendet (DNF)
Rennen fünf: 174 Punkte, 3:45:53 Stunden, Rang elf
Rennen sechs: 370 Punkte, 3:57:03 Stunden, Rang sieben
Rennen sieben: 261 Punkte, 3:35:02 Stunden, Rang neun
- Mannschaft
Alfredo Bercht
Rolf Bercht

Einzel
- Joaquim Roderbourg
  - Finn-Dinghi

Finale: 1519 Punkte, Rang 17
Rennen eins: 198 Punkte, 3:37:44 Stunden, Rang 16
Rennen zwei: 361 Punkte, 3:40:45 Stunden, Rang elf
Rennen drei: disqualifiziert
Rennen vier: 256 Punkte, 3:21:25 Stunden, Rang 14
Rennen fünf: 448 Punkte, 3:34:10 Stunden, Rang neun
Rennen sechs: Rennen nicht beendet (DNF)
Rennen sieben: 256 Punkte, 3:25:50 Stunden, Rang 14

### Wasserspringen
Damen
- Mary Proença
  - Turmspringen

Qualifikation: 36,71 Punkte, Rang 17
Sprung eins: 8,48 Punkte, Rang 18
Sprung zwei: 11,59 Punkte, Rang 13
Sprung drei: 6,20 Punkte, Rang 18
Sprung vier: 10,44 Punkte, Rang 15

Herren
- Fernando Ribeiro
  - Kunstspringen drei Meter

Qualifikation: 62,07 Punkte, Rang 23, nicht für das Finale qualifiziert
Sprung eins: 8,26 Punkte, Rang 24
Sprung zwei: 6,97 Punkte, Rang 23
Sprung drei: 10,26 Punkte, Rang 20
Sprung vier: 14,08 Punkte, Rang 13
Sprung fünf: 9,24 Punkte, Rang 22
Sprung sechs: 13,26 Punkte, Rang 19